# Biografielijst Fu

## Fu
- Marco Fu (1978), Chinees snookerspeler
- Fu Mingxia (1978), Chinees schoonspringster
- Fu Yuanhui (1996), Chinees zwemster

## Fuc
- Juan de Fuca (1536-1602), Grieks ontdekkingsreiziger
- Christian Fuchs (1986), Oostenrijks voetballer
- Emil Fuchs (1874-1971), Duits theoloog, vader van Klaus Fuchs
- Ernst Fuchs (1930-2015), Oostenrijks kunstschilder
- Ernst Fuchs (1936-1994), Zwitsers wielrenner
- Klaus Fuchs (1911-1988), (Oost-)Duits spion, wis- en natuurkundige, zoon van Emil Fuchs
- Ruth Fuchs (1946-2023), Duits atlete en politica

## Fud
- Andrija Fuderer (1931-2011), Joegoslavisch schaker

## Fue
- Emile de la Fuente (1898-1977), Surinaams ondernemer en politicus
- Joel de la Fuente (1969), Amerikaans acteur
- Víctor de la Fuente (1927-2010), Spaans striptekenaar
- Arnulfo Fuentebella (1945-2020), Filipijns politicus
- Felix Fuentebella (1915-2000), Filipijns politicus
- Jose Fuentebella (1883-1982), Filipijns politicus
- Carlos Fuentes (1928-2012), Mexicaans schrijver
- Fabricio Fuentes (1976), Argentijns voetballer
- Jovita Fuentes (1895-1978), Filipijns operazangeres
- Rubén Fuentes (1926-2022), Mexicaans muzikant
- Susan Fuentes (1955-2013), Filipijns zangeres

## Fug
- Athol Fugard (1932-2025), Zuid-Afrikaans auteur

## Fuj
- Takuro Fujii (1985), Japans zwemmer
- Alberto Fujimori (1938-2024), Peruaans politicus; president (1990-2000)
- Shoko Fujimura (1987), Japans langebaanschaatsster
- Atsushi Fujita (1976), Japans atleet
- Makoto Fujita (1933-2010), Japans acteur
- Tetsuya Theodore Fujita (1920-1998), Japans meteoroloog, natuurkundige en bedenker van de Schaal van Fujita
- Arata Fujiwara (1981), Japans atleet
- Harry Fujiwara (1935-2016), Amerikaans worstelaar
- Katsuaki Fujiwara (1975), Japans motorcoureur

## Fuk
- Ryo Fukuda (1979), Japans autocoureur
- Kenichi Fukui (1918-1998), Japans scheikundige en Nobelprijswinnaar
- Kayoko Fukushi (1982), Japans atlete
- Koji Fukushima (1973), Japans wielrenner
- Shinichi Fukushima (1971), Japans wielrenner
- Francis Fukayama (1952), Amerikaans politicoloog en filosoof
- Nirei Fukuzumi (1997), Japans autocoureur

## Ful
- Fulco van Reims (+900), Frans bisschop en politicus
- Leo Fuld (1912-1997), Nederlands zanger
- Petr Fulín (1977), Tsjechisch autocoureur
- Pierre Fulke (1971), Zweeds golfer
- Amanda Fuller (1984), Amerikaans actrice
- Calvin Fuller (1902-1994), Amerikaans natuur- en scheikundige
- Drew Fuller (1980), Amerikaans acteur
- Joni Fuller (1991), Brits zangeres, songwriter, pianiste en violiste
- Lisa Fuller (1966), Amerikaans actrice
- Penny Fuller (1940), Amerikaans actrice
- Richard Buckminster Fuller (1895-1983), Amerikaans uitvinder, architect, dichter en filosoof
- Robert Fulton (1765-1815), Amerikaans uitvinder
- Scott Fults (1961), Amerikaans acteur

## Fum
- David Fumanelli (1992), Italiaans autocoureur
- Pietro Fumasoni Biondi (1872-1960), Italiaans geestelijke
- Dominic Fumusa (1969), Amerikaans acteur

## Fun
- Kazuyoshi Funaki (1975), Japans schansspringer
- Robert Funaro (1959), Amerikaans acteur
- Mauricio Funes (1959-2025), Salvadoraans politicus
- Lori Fung (1963), Canadees ritmisch gymnaste
- Annette Funicello (1942-2013), Amerikaans actrice
- Casimir Funk (1884-1967), Pools biochemicus
- Franz Xaver von Funk (1840-1907), Duits historicus en patroloog
- Walther Funk (1890-1960), Duits nazipoliticus
- Michael Funke (1969), Duits autocoureur
- Ferdinand aus der Fünten (1909-1989), Duits SS'er en oorlogsmisdadiger

## Fuo
- Antonio Fuoco (1996), Italiaans autocoureur

## Fuq
- Harvey Fuqua (1929-2010), Amerikaans rhythm-and-blues-zanger en platenproducent

## Fur
- Robert F. Furchgott (1916-2009), Amerikaans scheikundige en Nobelprijswinnaar
- Andy Furci (1916-1998), Amerikaans autocoureur
- Johan Furhoff (1969), Zweedse schaker
- Angelo Furlan (1977), Italiaans wielrenner
- Mira Furlan (1955), Kroatisch actrice en zangeres
- Paul Furlan (1962-2023), Belgisch
- Ferruccio Furlanetto (1949), Italiaans bas
- Carlo Furno (1921-2015), Italiaans kardinaal
- Diane von Fürstenberg (1946),Belgisch-Amerikaans modeontwerpster
- Frans Egon van Fürstenberg (1625-1682), bisschop van Straatsburg
- Ira von Fürstenberg (1940-2024), Italiaans socialite
- Myriam von Fürstenberg (1908-2006), Duits-Nederlands gravin
- Willem Egon van Fürstenberg (1629-1704), bisschop van Straatsburg
- Johan Furstner (1887-1970), Nederlands militair en politicus
- Juli Furtado (1967), Amerikaans mountainbikester
- Nelly Furtado (1978), Canadees-Portugees zangeres
- George Furth (1932-2008), Amerikaans acteur en tekstschrijver
- Jan Furtok (1962-2024), Pools voetballer
- Evelyn Furtsch (1914-2015), Amerikaans atlete
- Mitsutoshi Furuya (1936-2021), Japans mangaka.

## Fus
- Barbara Fusar Poli (1972), Italiaans kunstschaatsster
- Josep Maria Fusté (1941-2023), Spaans voetballer

## Fut
- Samantha Futerman (1987), Koreaans/Amerikaans actrice
- Paulo Futre (1966), Portugees voetballer
- Frank Futselaar (1991), Nederlands atleet